# Ritón con gato montés
El Museo Metropolitano de Arte de Nueva York tiene en su colección un ritón del siglo I en plata rematado en su extremo con la cabeza, torso y patas delanteras de un gato montés. Un ritón era un vaso para beber en forma de cuerno con una abertura en el fondo por la que fluye el líquido (casi siempre vino) y cuyo extremo termina en una cabeza decorativa animal o humana. Procede del Imperio parto. 

## Descripción
Este ritón zoomórfico, que debe mucho a las tradiciones artísticas del Irán aqueménida, muestra varias características del arte helenístico, introducido en Persia durante las conquistas de Alejandro Magno. Estos símbolos incluyen mujeres danzantes, viñas, hiedras y la pantera. Aquí la copa en forma de cuerno termina en la parte delantera de un felino; hay un pico vertedor en medio de su pecho. Una vid dorada cargada de uvas se envuelve alrededor de su pecho; en el otro extremo del ritón, una corona de hiedra rodea la superficie bajo el borde. Todos estos elementos están fuertemente asociados con los cultos dionisíacos centrados en el vino. El Museo Metropolitano de Arte describe la obra como “un buen ejemplo de la influencia duradera de la cultura helenística». 